# サウサンプトン島

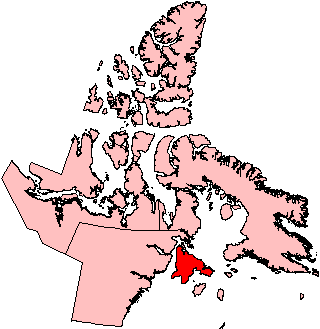
サウサンプトン島 ヌナブト準州

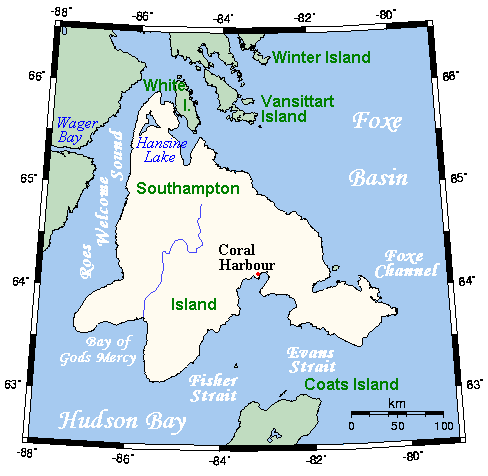
サウサンプトン島

サウサンプトン島（英語:Southampton、イヌクティトゥット語: Shugliaq）は、カナダ・ヌナブト準州の島。 カナダ北部の北極群島のひとつであり、州南部キバリク地域に属する。 島の面積は41,214㎢で、世界で34番目、カナダで9番目に大きな島である。 島の南岸には、唯一の町コーラル・ハーバー（イヌクティトゥット語名サリク。人口1,035人、2021年カナダ国勢調査）がある。サウサンプトン島はカナダで数少ないサマータイムを採用していない地域の一つであり、ヌナブトでも唯一の地域である。

## 歴史
サウサンプトン島は、トゥニット族またはドーセット族の最後の生き残りであったサドルミウト族（イヌクティット語でサリルミウト）が住んでいたことで有名である。 旧イヌイット文化であったトゥニイト族は、1902年に伝染病によって全滅した。ヨーロッパ人がこの島を訪れた最初の記録は、1613年にウェールズの探検家トーマス・バトンによるものである。20世紀初頭、捕鯨船船長ジョージ・コマーらの影響を受け、ナウジャートやチェスターフィールド・インレットからアイビリンミウト族が島に移住し有人島になった。 二十五年後にはバフィン島からの移住者もやってきた。 
座標: 北緯64度30分0秒 西経84度30分0秒 / 北緯64.50000度 西経84.50000度